# Lolita de la Colina
Lolita de la Colina (Dolores de la Colina Flores; * 26. Dezember 1948 in Tampico) ist eine mexikanische Singer-Songwriterin.
Die Nichte des Komponisten und Sängers Gustavo de la Colina y Rojo (bekannt als Cherieto) beherrscht eine Vielzahl musikalischer Genres von der Popballade über Rancheros, Rock, Bolero, Salsa, Merengue, Flamenco bis zum Tango. Für eigene Aufnahmen u. a. bei RCA Víctor, Sony Music, IM Music und Melody Internacional arbeitete sie mit Arrangeuren wie Pocho Pérez, Tito Puente, Eddie Palmieri, Chucho Ferrer und William Sánchez zusammen. Zu den Interpreten ihrer Kompositionen zählen u. a. Tito Gómez, Lupita D’Alessio, José José, José Luis Rodríguez González (El Puma), Daniela Romo, Manolo Muñoz, Vicky Carr, Ana Gabriel, Raquel Olmedo, María Dolores Pradera, Olga Guillott, Estela Núñez, Maria Jiménez, Bebo y Cigala, Pedro Fernández, Eduardo Capetillo, Roberto Blades, Pepe Aguilar, Chavela Vargas, Marco Antonio Muñiz und Ernesto D’Alessio.